# El Tizatillo
El Tizatillo är en ort i Honduras.   Den ligger i departementet Departamento de Francisco Morazán, i den sydvästra delen av landet, 9 km söder om huvudstaden Tegucigalpa. El Tizatillo ligger 1 258 meter över havet och antalet invånare är 798.
Terrängen runt El Tizatillo är kuperad. Runt El Tizatillo är det ganska glesbefolkat, med 31 invånare per kvadratkilometer. Närmaste större samhälle är Tegucigalpa, 9,2 km norr om El Tizatillo. 